# ناثان إي. لان
ناثان إي. لان (بالإنجليزية: Nathan E. Lane)‏ هو سياسي أمريكي، ولد في 8 سبتمبر 1862. حزبياً، نشط في الحزب الجمهوري. وقد انتخب عضو جمعية ولاية ويسكونسن.